# 彼得·海因
彼得·海因（德語：Peter Hein，1943年12月18日—），德国男子赛艇运动员。他曾代表东德参加世界赛艇锦标赛，获得一枚铜牌。他也曾参加1968年夏季奥林匹克运动会。